# 금곡중학교 (경남)
금곡중학교(金谷中學校)는 대한민국 경상남도 진주시 금곡면 동례리에 있는 공립 중학교이다.

## 학교 연혁
- 1970년 11월 30일 : 학교설립 인가(3학급)
- 1971년 3월 1일 : 개교 및 입학식
- 1974년 2월 20일 : 제1회 졸업(219명)
- 1988년 3월 1일 : 6학급 학칙 변경
- 2000년 3월 1일 : 3학급 학칙 변경
- 2022년 9월 1일 : 제21대 나은주 교장 부임
- 2023년 1월 13일 : 제50회 졸업(졸업생수 11명, 총 졸업생 4,148명)

## 참고 자료
- 금곡중학교 - 한국교육학술정보원 학교알리미